# Tabores pagasts
Tabores pagasts er en territorial enhed i Daugavpils novads i Letland. Pagasten etableredes i 1945, havde 981 indbyggere i 2010 og omfatter et areal på 76,64 kvadratkilometer. Hovedbyen i pagasten er Tabore.